# موقع سيدي إدريس
موقع سيدي ادريس يعد أهم موقع قديم اكتشف بإقليم الناظور (في الريف -شمال المغرب) ، ويقع على الساحل المتوسطي عند مصب وادي : أغزار امقران، ب جماعة تمسمان غرب الناظور، وقد تم رصد بقايا فينيقية في دوار آيت الطاير –على بعد عشرات من الأمتار من سيدي إدريس - وكذلك تحت أنقاض حصن إسباني بني في العشرينيات من القرن الماضي وهو الآن أطلال بالكامل، ونظرا لكون التعرية القوية تهدد الموقع بالتلاشي في غضون السنين القادمة فإن حفائر سبتمبر 2003 أخذت طابع الإنقاذ والإسراع، ومكنت من رصد ثلاث مستويات رئيسية:
1. المستوى الكولونيالي، وهو بقايا خراطيش الرصاص والزجاج والبنى التي تؤرخ لفترة بناء الحصن الإسباني في العشرينيات، وتجدر الإشارة إلى العثور على عدد من الهياكل العظمية البشرية مدفونة بشكل عشوائي.
2. المستوى الموري، ويتمثل في بقايا الخزفيات التي تؤرخ للقرنين الثالث والرابع قبل الميلاد، كما لوحظ أن هناك طبقة من مخلفات حريق فوق الأرضية.
3. المستوى الفينيقي، وهو أقدم المستويات على الإطلاق وقد مكنت الخزفيات المعثور عليها من تأريخه للقرن الخامس والسادس قبل الميلاد، وتنتمي عدة بنى وجدران وكذلك الأرضية لهذه الفترة، وتجدر الإشارة إلى العثور على بعض قطع الخزف الإغريقية التي تبقى رغم ندرتها ذات دلالة كبيرة على المستوى التاريخي.

ومما لا شك فيه أن هذا الموقع لا يزال يعد بالكثير، وأن استمرار عمليات التنقيب سيمكن من معرفة معطيات أكثر حول تاريخ التدخلات الفينيقية والبونية والمورية في منطقة الريف.
شبكة تمسمان للمعلومات